# Mali Snežnik
Mali Snežnik je s 1694 m nadm. višine drugi najvišji vrh kraške planote Snežnik. Vzhodno od Malega Snežnika je Veliki Snežnik (1796 m), od katerega ga loči sedlo.
Mali Snežnik se nahaja v občini Loška dolina.